# Vincent Raven (Ingenieur)

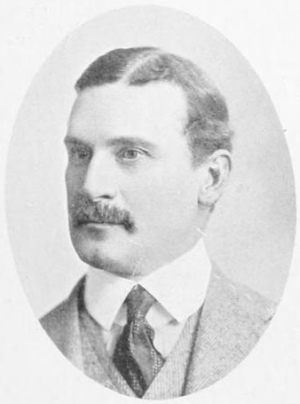
Sir Vincent Litchfield Raven

Sir Vincent Litchfield Raven KBE (* 3. Juni 1859 in Great Fransham, Norfolk; † 14. Februar 1934 in Felixstowe, Suffolk) war ein englischer Eisenbahningenieur und einer der führenden britischen Dampflokomotivkonstrukteure bei der North Eastern Railway (NER).

## Berufliche Laufbahn
Raven trat 1876 als Jungingenieur in die NER, wo er unter Edward Fletcher in Gateshead arbeitete. Er wurde 1888 Assistant Locomotive Superintendent der Northern Division der NER und 1893 Chief Assistant Locomotive Superintendent. Mit dieser Position wechselte sein Arbeitsort nach Darlington. In dieser Zeit beteiligte sich Raven am Unterfangen, die Züge von London nach Edinburgh auf der East Coast Main Line so zu beschleunigen, dass sie die Fahrzeit der über die West Coast Main Line unterbieten können.
Die von Raven entwickelte Führerstandssignalisierung wurde 1895 patentiert und wurde bis 1909 auf etwa 160 Streckenkilometer der NER eingebaut. Das System gab dem Lokomotivführer eine akustische Warnung wenn er sich einer Weiche in ablenkender Stellung näherte.
1910 wurde Raven Chief Mechanical Engineer (CME) der NER. Er ließ ab 1912 viele Dampflokomotiven durch Einbau von Überhitzern zu Heißdampflokomotiven umbauen. Ravens überwachte die Elektrifizierung der hauptsächlich von Kohlenzügen befahrenen Strecke Shildon–Newport und plante auch die Elektrifizierung der East Coast Main Line.
Während des Ersten Weltkriegs arbeitete Raven ab 1915 für das Royal Arsenal in Woolwich, wo er die Funktion eines Superintendenten innehatte. Zwei Jahre später wurde er für seine Verdienste in dieser Position als Knight Commander in den Order of the British Empire aufgenommen. Anschließend wechselte er zur Admiralität und kehrte 1919 zur NER zurück.
Mit der bevorstehenden Gründung der London and North Eastern Railway (LNER) trat Raven 1922 von seinem Posten als CME zurück, wurde jedoch 1923 zum technischen Berater der LNER ernannt. Ebenfalls 1923 wurde Raven Direktor von Metropolitan-Vickers. In den Jahren 1924 und 1925 reiste Raven nach Neuseeland und Indien bevor er in den Ruhestand ging.

## Familie
Raven heiratete 1883 Gifford Allan Crichton und wurde zwischen 1883 und 1889 Vater der vier Kindern Constance Gifford, Guendolen Edith, Norman Vincent und Frederick Gifford. Seine Tochter Guendolen Edith heiratete 1913 Edward Thompson, den späteren Chefingenieur der LNER.
Raven starb am 14. Februar 1934 an einem Herzversagen während eines Urlaubs mit seiner Ehefrau in Felixstowe.

## Lokomotiven von Raven
Raven war an der Entwicklung folgender Lokomotiven maßgeblich beteiligt:
- LNER-Klasse A2 – Pacific-Lokomotive für Schnellzüge, die der LNER-Klasse A1 leicht unterlegen war
- NER Nr. 13 – eine elektrische Lokomotive für Schnellzüge, die für den elektrischen Betrieb auf der East Coast Main Line vorgesehen war
- NER-Klasse S2 – 2’C-Lokomotive für den gemischten Verkehr, die letzte Lokomotive der Baureihe wurde mit Gleichstromzylinder der Bauart Stumpf ausgerüstet[2]
- NER Nr. 3 bis 12 – elektrische Lokomotiven für den Kohlenverkehr auf der Strecke Shildon–Middlesbrough
- NER-Klasse T3 – Vierkuppler für den schweren Güterverkehr
- NER-Klasse Z – Atlantic-Lokomotive für Schnellzüge